# 옥새
옥새(玉璽)는 넓은 의미에서 황제가 이용하는 인장(印章)을 가리키지만 좁은 의미에서는 중국의 전국새를 가리키는 경우가 많다. 새(璽)는 원래 일반적인 인장을 가리키는 말이었으나 진의 시황제가 황제의 인장에만 사용하도록 정했다. 인장의 형식에 대해서는 세세한 규정이 있으며, 인장의 이름은 높은 것부터 새(璽), 장(章), 인(印)이다. 재질은 높은 것부터 옥, 금, 은, 동이다. 인장에 있는 끈을 묶는 방법이나 끈의 색도 정해져 있어 인장에 따라서 그 지위를 알 수 있었다.

## 용도
국가지도자가 사용하는 도장으로서 명령문이나 책임을 져야 하는 각종 문건의 마지막 부분에 찍는 용도로 사용한다. 같은 문서라도 그냥 글씨만 존재하는 문서는 그냥 문서일 뿐이지만 옥새가 찍힌 문서는 그 자체만으로도 어명이 된다. 그렇기 때문에 옥새는 함부로 남용되어서는 안되며 이러한 옥새를 사용하는 국가지도자 역시 옥새를 사용할 때 심사숙고를 해야 한다. 따라서 옥새를 분실하는 국가지도자는 그 자격이 없다.

## 같이 보기
- 국새
- 도장